# Torre Avogadro
(mons Luigi Falsina 17 marzo 1926)
La Torre Avogadro è il manufatto architettonico più antico del territorio di Lumezzane, che testimonia la signoria della famiglia Avogadro sul feudo di Lumezzane donato dal doge di Venezia nel 1427.

## Storia e descrizione
La torre di origine medioevale, che dalla sua posizione domina l'unico accesso alla valle, disponeva anche di un deposito chiamato "Fenaroli" in onore al matrimonio che aveva portato il feudo, nel 1740, ai Fenaroli Avogadro. A metà del novecento divenne sede di una scuola elementare, successivamente trasformata in cornice per iniziative culturali.
Giovanni Da Lezze la visita nel 1609 e la descrive come comoda dimora della famiglia: "Alloggiano quando vanno fuori in una torre in forma di Palazzo con buone commodità". Il fabbricato era circondato da un fossato che riceveva acqua dal torrente Regnone. Era quindi munita di un ponte levatoio, di una colombaia, e di un cornicione che risulta fosse presente ancora nel XIX secolo. Il fabbricato ha tre piani rialzati di cui quello nobile di doppia altezza.
L'immobile aveva nel piano interrato la presenza di locali adibiti a carcere. Molte furono le famiglie proprietarie che si susseguirono nei secoli: i Lechi, i Facchinetti, gli Zani, fino a quando diventò nel 1865 di proprietà comunale.